# Come 'Round an' Take That Elephant Away
Come 'Round an' Take That Elephant Away (o Come 'Round an' Take Y'r Elephant Away) è un cortometraggio muto del 1915 diretto da Norval MacGregor.

## Produzione
Il film fu prodotto dalla Selig Polyscope Company.

## Distribuzione
Distribuito dalla General Film Company, il film - un cortometraggio in una bobina - uscì nelle sale cinematografiche statunitensi il 13 marzo 1915.